# دونالد لوروا إيفانز
دونالد لوروا إيفانز (بالإنجليزية: Donald Leroy Evans) هو قاتل متسلسل أمريكي، ولد في 5 يوليو 1957 في وترفليت في الولايات المتحدة، وتوفي في 5 يناير 1999 في Mississippi State Penitentiary ‏ في الولايات المتحدة.